# Ambasciatore del Regno Unito in Spagna
L'ambasciatore del Regno Unito in Spagna è il primo rappresentante diplomatico del Regno Unito in Spagna. Il titolo ufficiale è l'ambasciatore di Sua Maestà Britannica nel Regno di Spagna.
L'ambasciatore britannico in Spagna è anche ambasciatore presso il Principato di Andorra.

## Ambasciatori

### 1509-1683
- 1505-1518: John Stile[1]
- 1512-1513: William Knight
- 1517-1522: Sir Thomas Spinelly[2]
- 1518-1519: John Kite
John Bourchier, II barone Berners
- 1533-1537: Richard Pate
- 1537-1539: Sir Thomas Wyatt
- 12 marzo-20 luglio 1554: John Russell, I conte di Bedford
Thomas Radclyffe, III conte di Sussex
- 12 gennaio-24 giugno 1560: Anthony Browne, I visconte Montagu
- 1560-1562: Anthony Browne, I visconte Montagu
Sir Thomas Chamberlain[3]
- 1561-1565: Thomas Chaloner
- 1565-1566: William Phayre
- 1566-1568: John Man
- 1576-1577: Sir John Smith
- 1577-1578: Thomas Wilkes
- 1579: Edward Wotton, I barone Wotton
- 1583-1584: William Wade
- 1584: Thomas Wilson
- 1577-1605: Charles Howard, I conte di Nottingham
- 1605: Francis Cottington, I barone Cottington
- 1605-1609: Charles Cornwallis[4]
- 1608: John Digby, I conte di Bristol
- 1609-1611: Francis Cottington, I barone Cottington[5]
- 1609-1611: Peter Wyche
- 1616-1617: William Cecil, XVII barone de Ros
- 1617-1618: John Digby, I conte di Bristol[6]
- 1617: John Digby, I conte di Bristol
- 1618: Walter Aston
- 1622: Mr. Hole
- 1622-1640: Simon Digby
- 1622: John Digby, I conte di Bristol
- 1623: Endymion Porter
- 1624: Stephen Gardiner
- 1625-1626: Peter Wyche
- 1628-1629: Endymion Porter
- 1629-1631: Francis Cottington, I barone Cottington
- 1630-1636: Arthur Hopton
- 1634-1635: John Taylor
- 1634-1638: Walter Aston
- aprile-10 giugno 1638: Richard Fanshawe
- 1638-1645: Arthur Hopton
- 25 gennaio-27 maggio 1650: Anthony Ascham
- 1650-1651: George Fisher
- 1657-1661: Henry Bennet, I conte di Arlington
- 1659-1661: George Digby, II conte di Bristol
- 1666-1668: Edward Montagu, I conte di Sandwich
- 26 febbraio-22 giugno 1666: Robert Southwell
- 10 giugno-10 luglio 1668: John Werden
- 10 giugno-10 luglio 1668: William Godolphin
- 1671-1672: Robert Spencer, II conte di Sunderland
- 29 giugno-ottobre 1677: Ignatius White
- 1679-1683: Henry Goodricke[7]
- 1682-1685: Peter Lefett

## Inviato Straordinario

### 1683-1710
- 1685-1688: Charles Granville, II conte di Bath
- 1685-1688: John Stafford
- maggio-agosto 1689: Charles Berkeley, II conte di Berkeley
- 1689-1699: Alexander Stanhope[8]
- 1699-1702: Francis Schonenberg[9]
- 1702: Guerra di successione spagnola
- 1705-1706: Mitford Crowe
- 1705-1706: Paul Methuen
- 1706-1707: Charles Mordaunt, III conte di Peterborough
James Stanhope, I conte Stanhope[10]
- 1707-1710: John Campbell, II duca di Argyll

## Ambasciatore

### 1711-1821
- 1711-1712: John Campbell, II duca di Argyll
- 1712-1713: Robert Sutton, II barone Lexinton
- 1713-1714: Robert Benson, I barone Bingley
- 1714-1715: Paul Methuen
- 1715-1717: George Dodington, I barone Melcombe
- 1717-1718: John Chetwynd, II visconte Chetwynd
- 1718-1720: Guerra della Quadruplice Alleanza
- 1720: Luke Schaub
- 1720-1727: William Stanhope, I conte di Harrington
- 1727: Guerra anglo-spagnola (1727-1729)
- 1729-1739: Benjamin Keene
- 1739-1748: War of Jenkins' Ear
- 1748-1757: Sir Benjamin Keene
- 1758-1761: George Hervey, II conte di Bristol
- 1761-1763: Guerra anglo-spagnola
- 1763: John Montagu, IV conte di Sandwich
- 1763-1766: William de Zuylestein, IV conte di Rochford
- 1766-1769: James Gray
- 1770-1771: George Pitt, I barone Rivers
- 1771: James Harris, I conte di Malmesbury
- 1771-1779: Thomas Robinson, II barone Grantham
- 1779-1783: Guerra anglo-spagnola (1779-1783)
- 1783: John Stuart, I marchese di Bute
- 1783-1788: Robert Liston
- 1784-1785: Philip Stanhope, V conte di Chesterfield
- 1788-1790: William Eden, I barone Auckland[8][11]
- 1790-1794: Alleyne FitzHerbert, I barone St Helens
- 1794-1795: Francis James Jackson
- 1795-1796: John Stuart, I marchese di Bute
- 1796-1802: No relazioni diplomatiche
- 1802-1804: John Hookham Frere
- 1808: Charles Stuart, I barone de Rothesay
- 1808: John Hookham Frere
- 1809: Richard Wellesley, I marchese Wellesley
- 1810-1821: Henry Wellesley

## Inviato Straordinario e Ministro Plenipotenziario

### 1822-1887
- 1822: William Court, I barone Heytesbury
- 1825: Frederick Lamb, III visconte Melbourne
- 1827-1830: George Bosanquet
- 1830-1833: Henry Unwin Addington
- 1833-1839: George Villiers, IV conte di Clarendon
- 1839: George Jerningham
- 1840-1843: Arthur Aston[11]
- 1843: George Jerningham
- 1844-1848: Henry Bulwer, I barone Dalling e Bulwer
- 1848-1850: Rivoluzione del 1848
- 1850: John Caradoc, II barone Howden
- 1858: Andrew Buchanan
- 1860: John Fiennes Twisleton Crampton
- 1869: Austen Henry Layard
- 1881: Robert Morier
- 1884-1887: Francis Clare Ford

## Ambasciatore

### 1887-oggi
- 1887-1892: Francis Clare Ford
- 1892-1900: Henry Drummond Wolff
- 1900-1903: Henry Mortimer Durand
- 1903-1904: Edwin Henry Egerton

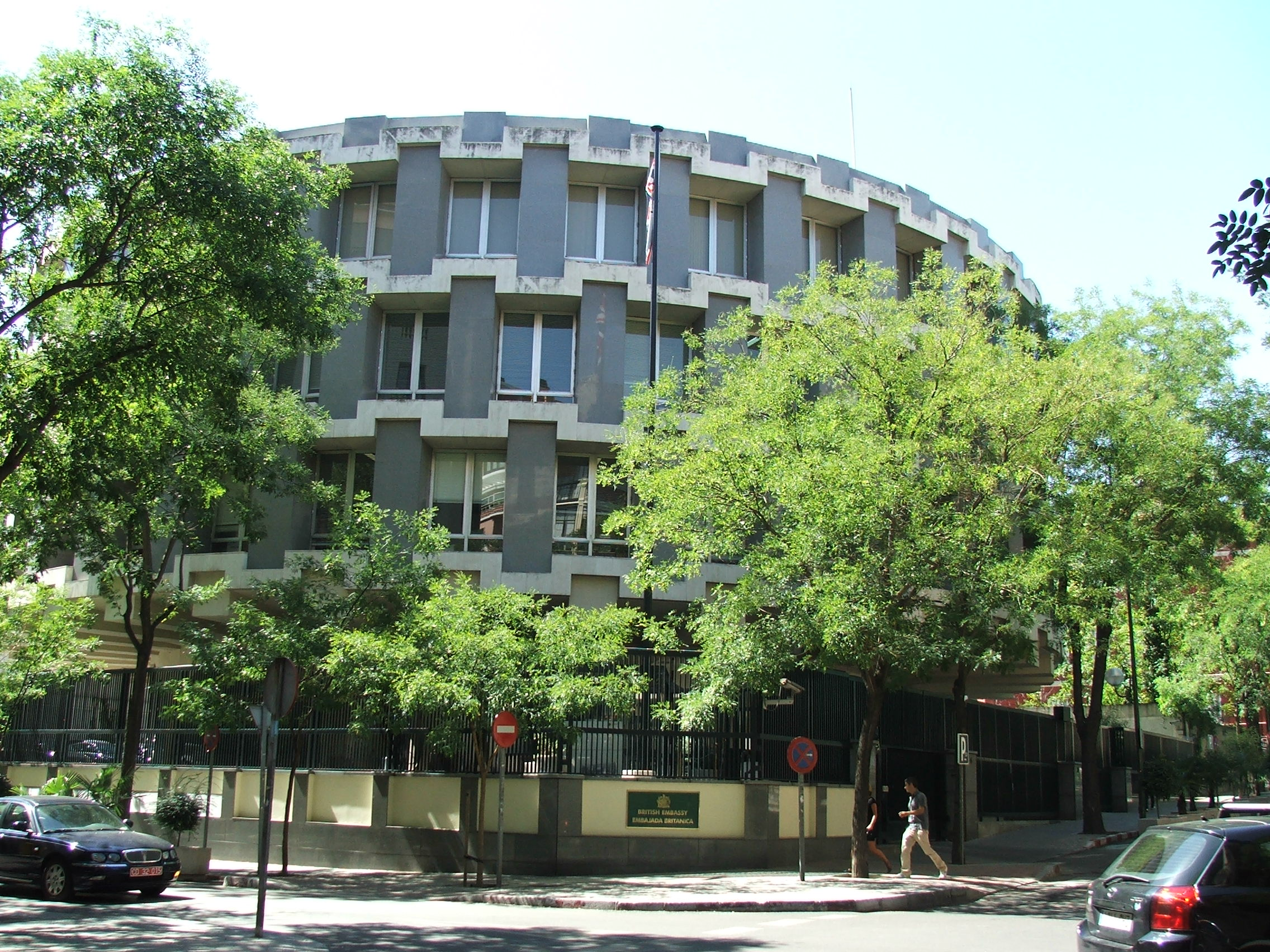
Antica ambasciata del Regno Unito in Madrid

- 1904-1905: Arthur Nicolson, I barone Carnock
- 1906-1913: Maurice William Ernest de Bunsen
- 1913: Arthur Henry Hardinge
- 1919: Esme Howard, I barone Howard
- 1924: Horace Rumbold
- 1928: George Grahame
- 1935: Henry Chilton
- 1939-1940: Maurice Peterson
- 1940: Samuel Hoare, I visconte Templewood
- 1945: Victor Mallet
- 1946-1949: Sir Douglas Howard
- 1949-1950: Robert Hankey, II barone Hankey
- 1951-1954: John Balfour
- 1954-1960: William Ivo Mallet
- 1960: Sir George Labouchère
- 1966: Alan Meredith Williams
- 1969: John Russell
- 1974-1977: Sir Charles Wiggin
- 1977: Antony Acland
- 1980: Sir Richard Parsons
- 1984-1989: Nicholas Gordon-Lennox
- 1989: Sir Robin Fearn
- 1994: David Brighty
- 1998: Peter Torry
- 2003: Stephen Wright
- 2007-2009: Denise Holt
- 2009-2013: Giles Paxman
- 2013-oggi: Simon Manley[12]